# Acinipe arthemisiae
Acinipe arthemisiae is een rechtvleugelig insect uit de familie Pamphagidae. De wetenschappelijke naam van deze soort is voor het eerst geldig gepubliceerd in 1972 door Descamps & Mounassif.